# Представництво МЗС України в Сімферополі

Представництво Міністерства закордонних справ України у місті Сімферополь (з 1998) — у межах своєї компетенції та кримського консульського округу Представництво співпрацює з іноземними дипломатичними та консульськими установами з метою розвитку дружніх відносин України з іноземними державами, розширення економічних, науково-технічних, гуманітарних, культурних, спортивних зв'язків і туризму, сприяє іноземним консульським установам у виконанні ними функцій захисту прав та законних інтересів іноземних громадян, здійснення інспекцій щодо суден, літаків та їх екіпажів, здійснення інших функцій. Представництво взаємодіє з органами державного управління України в межах консульського округу, а також із підрозділами МЗС та закордонними консульськими установами в межах, визначених Консульським статутом, Положенням про МЗС України та Положенням про Представництво МЗС України. У своїй роботі Представництво керується Віденською конвенцією про консульські зносини 1963 року, Консульським статутом України, чинними міжнародними договорами, чинним законодавством України, наказами, інструкціями МЗС України, Положенням про МЗС України та Положенням про Представництво МЗС України.

## Представництво Міністерства закордонних справ України у м. Сімферополь
- 95005, Україна, м. Сімферополь, проспект Кірова, 13

Консульський пункт МЗС України, Державний міжнародний аеропорт «Сімферополь»
- 95491, ДМА «Сімферополь», аеропорт Центральний

Виконання консульських функцій Представництва МЗС у Сімферополі тимчасово покладено на Представництво МЗС в Одесі.
- 65012, Україна, м. Одеса, вул. Отрадна, 3

## Представники МЗС України в місті Сімферополь
- Орєхов Валерій Олександрович (1998—2003)
- Орєхов Валерій Олександрович (2005—2009)
- Деремедведь Руслан Тимофійович (2009—2011)
- Верченко Олексій Віталійович (2011—2014)
- Ржепішевський Костянтин Іванович (з 2014), Представник МЗС України в Одесі

## Консульства
| Країна    | Консульство                                                            | Початок | Кінець | Консул |
| --------- | ---------------------------------------------------------------------- | ------- | ------ | --- |
| Казахстан | Почесне консульство Республіки Казахстан в м. Сімферополь              | 2001    | 2014   | (2001—2014) Якубчик Володимир Іванович |
| Вірменія  | Почесне консульство Республіки Вірменія в м. Сімферополь               | 2002    | 2014   | (2002—2014) Товмасян Артак Рубікович |
| Грузія    | Почесне консульство Республіки Грузії в м. Ялта                        | 2002    | 2009   | (2002—2009) Кепуладзе Елгуджа Григорович |
| Литва     | Почесне консульство Литовської Республіки в м. Сімферополь             | 2005    | 2014   | (2005—2014) Петриченко Сергій Миколайович |
| Туреччина | Почесне консульство Турецької Республіки в м. Сімферополь              | 2005    | 2013   | (2005—2013) Сейран Османов |
| Естонія   | Почесне консульство Естонської Республіки в м. Сімферополь             | 2006    | 2014   | (2006—2014) Сергєєв Ігор Михайлович |
| Угорщина  | Почесне консульство Угорської Республіки в м. Сімферополь              | 2008    | 2014   | (2008—2014) Павленко Віктор Іванович |
| Німеччина | Почесне консульство Федеративної Республіки Німеччина в м. Сімферополь | 2012    | 2014   | (2012—2014) Огородник Ігор Леонідович |
| Греція    | Почесне консульство Грецької Республіки в м. Ялта                      | 2012    | 2014   | (2012—2014) Пантеліс Бумбурас |
| Ізраїль   | Почесне консульство Держави Ізраїль в м. Сімферополь                   | 2013    | 2014   | (2013—2014) Епштейн Яків Борисович |
| Іспанія   | Почесне консульство Королівства Іспанія в м. Ялта                      | 2013    | 2014   | (2013—2014) Балховітін Олександр Михайлович |
| Польща    | Генеральне консульство Республіки Польща в м. Севастополь              | 2011    | 2014   | (2011—2014) Веслав Мазур |
| Росія     | Генеральне консульство Російської Федерації в м. Сімферополь           | 1999    | 2014   | (1999—2003) Свірідов Олексій Григорович (2003—2008) Ніколаєв Олександр Олексійович (2008—2010) Астахов Ігор Олександрович (2010—2013) Андрєєв Володимир Вадимович (2013—2014) Світличний В'ячеслав Леонідович |

## Консульства до 1991 року

### Керч
| Країна   | Консульство                               | Період                                            | Адреса |
| -------- | ----------------------------------------- | ------------------------------------------------- | ------ |
| Сардинія | Сардинське віце-консульство у Керчі       | з 1828                                            | Керч   |
| Франція  | Французьке консульське агентство у Керчі  | з 1830                                            | Керч   |
| Австрія  | Австрійське консульське агентство у Керчі | консульство 1835-1847, віце-консульство 1847-1884 | Керч   |
| Неаполь  | Неаполітанське віце-консульство у Керчі   | 1842-1846                                         | Керч   |

### Феодосія
| Країна          | Консульство                        | Період    | Адреса   |
| --------------- | ---------------------------------- | --------- | -------- |
| Австрія         | Австрійське консульство у Феодосії | 1835-1914 | Феодосія |
| Туреччина       | Турецьке консульство у Феодосії    | 1900-1912 | Феодосія |
| Велика Британія | Англійське консульство у Феодосії  | 1908-1912 | Феодосія |
| Франція         | Французьке консульство у Феодосії  | 1908-1912 | Феодосія |
| Іспанія         | Іспанське консульство у Феодосії   | 1912      | Феодосія |

### Євпаторія
| Країна    | Консульство                                  | Період    | Адреса    |
| --------- | -------------------------------------------- | --------- | --------- |
| Австрія   | Австрійське консульство в Євпаторії          | 1854-?    | Євпаторія |
| Туреччина | Турецьке консульство в Євпаторії             | 1901-1914 | Євпаторія |
| Греція    | Грецьке консульське агентство в Євпаторії    | 1901-1914 | Євпаторія |
| Франція   | Французьке консульське агентство в Євпаторії | 1901-1914 | Євпаторія |
| Англія    | Англійське консульське агентство в Євпаторії | 1901-1914 | Євпаторія |
| Іспанія   | Іспанське консульське агентство в Євпаторії  | 1901-1914 | Євпаторія |